# Гавриил (Легач)
Схиархимандри́т Гаврии́л (в миру Гео́ргий Васи́льевич Ле́гач; 1901, Австро-Венгрия — 9 июля 1977, Пантелеимонов монастырь, Айон-Орос) — священнослужитель Константинопольской православной церкви, архимандрит; настоятель (игумен) Пантелеимонова монастыря (1971—1975) на Афоне.

## Биография
Родился в 1901 году в селе Копашнево, в Австро-Венгрии (позднее в составе Чехословакии, а затем Хустский район, Закарпатской области УССР) в крестьянской семье.
В 1924 году вместе с несколькими земляками Георгий Легач приехал на Святую Гору Афон и поступил послушником в русский Пантелеимонов монастырь, где в 1926 году был пострижен в монашество с наречением имени Гавриил.
В 1937 году был рукоположен во иеродиакона, а в 1949 году — во иеромонаха. В монастыре нёс послушание в кровельной мастерской, а в свободное от чередных богослужений время пел и читал на клиросе. Великолепно знал Устав церковных служб, и в частности усложненный устав Пантелеимонова собора, где по сложившейся традиции соединяются русская и греческая службы. Свободно служил на греческом языке, хорошо читал греческое Евангелие.
После кончины игумена обители схиархимандрита Илиана, 26 апреля 1971 года был избран и утверждён игуменом (настоятелем) Пантелеимонова монастыря.
Годы его игуменства — это самые трудные годы в истории монастыря. Из-за политики греческих властей, направленной фактически на удушение русского монашества на Афоне путём недопущения принятия новых иноков, в Пантелеимоновом монастыре осталось всего 13 монахов. В письме на имя Патриарха Пимена от 9 сентября 1972 года схиархимандрит Гавриил писал:
«…Наш Монастырь находится в крайне затруднительном положении и, особенно из-за неимения братства. С течением времени постепенно число уменьшается — старики вымирают, а пополнения нет, такое положение и уже здесь живущих приводит в уныние и безнадёжность. Мы, зная любовь Русского Народа к Святому Афону, верим и надеемся, что Вашим Святейшеством и всей Русской Церковью будут приняты все возможные меры к тому, чтобы этот русский (почти последний на Афоне) уголок с его святынями оставался и продолжал своё существование для утешения каждого верующего русского человека…»
4 июля 1975 года по старческой немощи и склонности к уединению удалился на покой, оставаясь при этом помощником игумена.
Скончался 26 июня (9) июля 1977 года.